# اندآرترکتومی کاروتید
اندآرترکتومی کاروتید، یک روش جراحی است که در آن پلاکهای خطرناک از داخل سرخرگهای کاروتید (گردنی) بیرون آورده می‌شوند. این دو سرخرگ، خون و اکسیژن لازم برای مغز را تأمین می‌کنند. اگر پلاک یا هرگونه مواد چربی سبب انسداد سرخرگ شود، این امر جریان خون را متوقف نموده و ممکن است فرد دچار سکته مغزی شود. با انجام جراحی دقیق و حساس رفع انسداد عروق کاروتید کاروتید اندراترکتومی عامل انسداد از عروق کاروتید خارج می‌شود، انجام این عمل موجب از بین بردن خطر سکته‌های مغزی در بیماران مبتلا به انسداد عروق کاروتید می‌شود.